# Heteropoda asa
Espèce
Heteropoda asa est une espèce d'araignées aranéomorphes de la famille des Sparassidae.

## Distribution
Cette espèce est endémique de Kalimantan en Indonésie,. Elle se rencontre vers Sungai Sebangau.

## Description
Le mâle holotype mesure 9,4 mm.

## Systématique et taxinomie
Cette espèce a été décrite par Jäger en 2024.

## Étymologie
Cette espèce est nommée en référence à l'Asian Society of Arachnology.

## Publication originale
- (en) Jäger, « Five new Heteropoda species from Southeast Asia (Sparassidae: Heteropodinae) », Arachnology, vol. 19, no 8,‎ 2024, p. 1100-1113